# SIMON (ラッパー)
SIMON（サイモン）は日本のラッパー。

## 来歴
1982年5月27日、ボリビアでボリビア人の父と日本人の母の元に生まれる。
池袋を拠点に活動を開始する。
2006年3月3日、Streetアルバム『STREET KNOWLEDGE』発売。9月25日、MixCD『TIME 4 GAME』を発売。
2008年6月24日、1stアルバム『SIMON SAYS』を発売。
2010年3月28日、世界中に最先端の音楽を発信するUS大手ラジオ局のHOT97でDJ Kast Oneによって『Lloyd Banks ft Juelz Santana - Beamer, Benz Or Bentley』のリミックス『DJ TY-KOH feat. SIMON, Y's - Tequila, Gin Or Henny』が日本人として初めて演奏される。6月9日、MixCD『TEQUILA,GIN OR HENNY THE MIXTAPE DJ TY-KOH & SIMON』を発売。
2011年よりSTREET OFFICIAL / NEW WORLDへ移籍。6月8日、2ndアルバム『TWICE BORN』を発売。10月、自身初のワンマン・ライブを渋谷 duo MUSIC EXCHANGEで行う。
2012年7月から11月にわたりYouTubeで隔週ペースのドキュメンタリー・ドラマ『STREET OFFICIAL presents BRAVE』を展開。
2013年4月3日、3rdアルバム『B.U.I.L.D』を発売。6月、ワンマン・ライブ“B.U.I.L.D. THE LIVE”代官山UNITにて開催。
2014年8月29日公開 映画「TOKYO TRIBE」の役者へのラップ指導、主題歌を担当。
2016年6月29日、4thアルバム『03』を発売。

## 作品
アルバム
- 『STREET KNOWLEDGE』（2006年3月3日）
- 『SIMON SAYS』（2008年6月24日）
- 『TWICE BORN』（2011年6月8日）
- 『B.U.I.L.D』（2013年4月3日）
- 『03』（2016年6月29日）

MixCD
- 『TIME 4 GAME mixed by DJ A-KAY』（2006年9月25日）
- 『TEQUILA,GIN OR HENNY THE MIXTAPE DJ TY-KOH & SIMON』（2010年6月9日）

参加楽曲
2006
- STYLES / YAKI-M feat. SIMON
- BANG! / KM-MARKIT feat. SIMON & 4WD
- ROCK THE CITY / SWANKY SWIPE feat. SIMON

2007
- MY WORLD / DABO feat. SIMON
- ON & ON / YAKI-M feat.SIMON
- Reason(Let U Know) / ZEEBRA feat. SIMON, D.O（2007年10月17日）
- 日本語ラップisDEAD? / feat. D.O, DEN, JBM, SIMON, VIKN & 無也（2007年10月17日）

2008
- Up to you / DJ HAZIME feat. Tina, SIMON
- Street Dreams Pt.2 / Mr. BEATS a.k.a DJ CELORY feat. ZEEBRA, SIMON, 晋平太（2008年2月20日）
- Take Control / Foxxi misQ feat. SIMON（2008年7月2日）

2009
- I'm Ready / LUNA feat. SIMON（2009年3月11日）

2010
- 24 Bars To Kill Remix / SKI BEATZ feat. Zeebra, DJ TY-KOH, SIMON, D.O & SHINGO☆西成（2010年10月20日）

2011
- FUTURECHECKA / 加藤ミリヤ feat. SIMON, COMA-CHI & TARO SOUL（2011年8月3日）
- ESCAPE TO THE PARADISE - Single / SMITH-CN & SIMON（2011年8月10日）
- 4 My City II  / DJ PMX feat. 宇多丸、DABO、YOUNG DAIS、TWO-J、Mr. OZ、CHRiSTY、”E”qual、ROWSHI、G.CUE、U-PAC、SHINGO☆西成、大地、BIG RON、K DUB SHINE、TERRY、YOYO-C、SIMON、BUZZ、ZANG HAOZI、Kayzabro（2011年8月10日）
- Kiss Me Or Diss Me / JOYSTICKK feat. SIMON & DJ TY-KOH（2011年8月24日）
- SHIBUYA DREAM / SPICY CHOCOLATE feat. Miss Monday & SIMON（2011年9月14日）

2012
- キセキのうた / STUDIO APARTMENT feat. Sugar Soul, ZEEBRA, RYO the SKYWALKER, May J., SIMON（2012年2月29日）
- Stand Hard - Remix / SALU feat. SIMON, NORIKIYO, AKLO & Y'S（2012年2月29日）
- Bad Moon / DJ PMX feat. YOUNG DAIS, SIMON, TWO-J, HI-D（2012年3月14日）
- We Getting' Over / KOWICHI feat. SIMON & JOYSTICKK（2012年7月4日）
- TOKYO23 / B.D., KEN-U & SIMON（2012年7月11日）
- Round and Round / 真崎ゆか feat. SIMON（2012年8月1日）
- HANDS UP / DJ MUNARI×Araab Muzik feat. SIMON & TARMANOLOGY（2012年8月22日）
- 愛スルモノ / SPICY CHOCOLATE feat. SHOCK EYE , lecca & SIMON（2012年9月5日）
- DON'T STOP / DJ RYOW feat. DJ TY-KOH, Y'S, SIMON & A-THUG（2012年9月26日）
- Heat Over Here(Remix) / AKLO feat. NORIKIYO, SALU, Y'S, SIMON & YOUNG HASTLE（2012年10月24日）
- ONE LOVE / 宏美 feat. SIMON（2012年10月24日）
- All Or Nothing / DJ RYOW feat. SIMON, GAZZILA & Young Dais（2012年12月23日）

2013
- The Generations / TETSUYA KOMURO feat. Zeebra , DABO , SIMON（2012年3月6日）
- RAPPERS - Single / AKTION, SIMON, DABO & ZEEBRA」（2013年3月22日）
- 愛に狂う / BES feat. SIMON（2013年6月19日）
- Lovely / BIG RON feat. NORIKIYO, 大地, SIMON（2013年8月14日）
- Rock with you / SONPUB feat. SIMON（2013年10月2日）
- SALUD welcomes / INFINITY16 feat. SIMON（2013年10月16日）
- Konnnichiwa Bitches / ANARCHY feat. SMITH-CN & SIMON（2013年11月13日）
- MY AJ / DJ HAZIME feat. SIMON & YOUNG HASTLE（2013年11月27日）
- ウルティマ ノチェ（最後の夜）/ DJ HAZIME feat. AKLO & SIMON（2013年11月27日）
- JUMP / KOZ feat. SIMON（2013年12月25日）

## 出演
雑誌
- 『FLJ』
- 『411』（フォー・ダブワン）』（三栄書房）
- 『Samurai magazine』（インフォレスト）
- 『WOOFIN'』（シンコーミュージック・エンタテイメント）

テレビ
- BAZOOKA!!! 高校生RAP選手権（BSスカパー 241ch）- 審査員
- テレビ朝日『フリースタイルダンジョン』ライブ出演